# Río Frío (Rupanco)
El río Frío es un curso natural de agua de la Región de Los Lagos que nace de los deshielos en la divisoria de aguas con el lago Puyehue y se dirige al sur precipitándose desde una altura de 137 m en tres saltos sucesivos y verticales para luego desembocar en la costa norte del lago Rupanco.: 342 
Luis Risopatrón advierte que es llamado también estero La Cascada y en el mpa de ubicación (a la derecha) se le llama también río Puleufu.

## Historia
Luis Risopatrón lo describe en su Diccionario Jeográfico de Chile: 342 
Frio (Rio) 40° 49' 72° 20'. De aguas frias, tiene su oríjen en las licuaciones de las nieves del cordón que se levanta al S del lago de Puyehue, corre hácia el S i se precipita desde una altura de 137 m por medio de tres hermosos saltos verticales i sucesivos; forma al pié del alto barranco una puntilla de arena i guijo, que se interna 300 m en la parte W del lago de Rupanco. 1, VIII, p. 200; i estero La Cascada en 156.